# Okręg wyborczy Chesterfield
Okręg wyborczy Chesterfield powstał w 1885 r. i wysyła do brytyjskiej Izby Gmin jednego deputowanego. Okręg obejmuje miasto Chesterfield w hrabstwie Derbyshire.

## Deputowani do brytyjskiej Izby Gmin z okręgu Chesterfield
- 1885–1892: Alfred Barnes, Partia Liberalna, od 1886 r. Liberalni Unioniści
- 1892–1906: Thomas Bayley, Partia Liberalna
- 1906–1913: James Haslam, Liberalni Laburzyści, od 1910 r. Partia Pracy
- 1913–1929: Barnet Kenyon, Liberalni Laburzyści, od 1914 r. Partia Pracy
- 1929–1931: George Benson, Partia Pracy
- 1931–1935: Roger Conant, Partia Konserwatywna
- 1935–1964: George Benson, Partia Pracy
- 1964–1984: Eric Varley, Partia Pracy
- 1984–2001: Tony Benn, Partia Pracy
- 2001– : Paul Holmes, Liberalni Demokraci